# والتر لويس هينسلي
والتر لويس هينسلي هو محامي وسياسي أمريكي، ولد في 3 سبتمبر 1871، وتوفي في 18 يوليو 1946. نشط حزبياً في الحزب الديمقراطي. وقد انتخب عضو مجلس النواب الأمريكي ‏.